# Noetinger
Noetinger é um município da província de Córdova, na Argentina.